# Le Saulcy
Le Saulcy är en kommun i departementet Vosges i regionen Grand Est (tidigare regionen Lorraine) i nordöstra Frankrike. Kommunen ligger i kantonen Senones som tillhör arrondissementet Saint-Dié-des-Vosges. År 2022 hade Le Saulcy 297 invånare.

## Befolkningsutveckling
Antalet invånare i kommunen Le Saulcy
| Referens: INSEE |